# Iracheta
Iracheta (en euskera y oficialmente Iratxeta) es una localidad y concejo del municipio de Leoz, situada en la Valdorba, un valle de la zona media de Navarra al nordeste de Tafalla.

## Toponimia
La denominación de Iratxeta, posiblemente se refiere a situarse junto a un helechal; en vasco iratze: helecho, -eta, sufijo que denota lugar donde abunda algo. Curiosamente, algunos autores de libros sobre apellidos vascos, han traducido -sin ningua justificación- Iratxe y Iratxeta, como lugar de duendes.

## Historia
El territorio de Iracheta perteneció a la Corona de Navarra, hasta su donación en el siglo XII al Monasterio de Irache; a finales de ese siglo (1187) pasó la Orden de los Hospitalarios de San Juan de Jerusalén.
Lugar de Realengo hasta el establecimiento en España de los municipios constitucionales; desde ese momento Iracheta constituyó un municipio propio, regido por su ayuntamiento. En 1857, fue extinguido como tal e incorporado como un concejo al municipio de Leoz.

## Demografía
El censo del Conde Aranda de 1768 recoge para Iracheta una población de 1500 personas; el de Floridablaca de 1787, 81.
El censo de la matrícula catastral 1842, el primer censo municipal disponible en Ochovi, Iracheta, incluye una población de 47 habitantes. El diccionario geográfico de Madoz, le da una población de 90 personal, correspondientes a 17 familias. Desde 1981 se dispone de los censos oficiales elaborador por el Instituto de Estadística de Navarra.
| Gráfica de evolución demográfica de Iracheta entre 1981 y 2021          |
|                                                                         |
| Según los censos de (na)stat desde 1981 hasta 2001; del INE desde 2001. |

## Patrimonio cultural
La iglesia parroquial tiene por titular a San Esteban, construida a finales del siglo XII, ha sido muy modificada mantiene la planta rectangular estrecha y cont tres tramos separados de la cabecera por un archo apuntado; dispone un acubierta a dos aguas con armadura de madera.. A los pies se levanta una torre con dos cuerpos, en el superior se abren dos huecos con arco de medio punto para las campanas. Delante se construyó muy poseriormente un póritcio.
Cerca de la igiesia se levanta el hórreo, una construcción en piedra rectangular (9,20 X 7,60 m), construida en su mayor parte con sillarejos aunque emplea sillares en las esquinas y en los arcos de medio punto sobre potentes pailares que se sitúan en la planta baja; la planta superior que sirve de almacén se cubre a dos aguas, en sus muros solo se abre la puerta de acceso con arco de medio punto, y tres ventanas estrechas, tipo saetera, que proporcionaría la iluminación mínima necesaria para el uso del almacén. Actualmente unas escaleras de piedra, que sustituyeeon una de madera, dan acceso al almacén, discute la época de construcción del hórreo con hipótesis que lo hacen altomedieval (sglos IX al X) y otros lo sitúan en el siglo XIII.

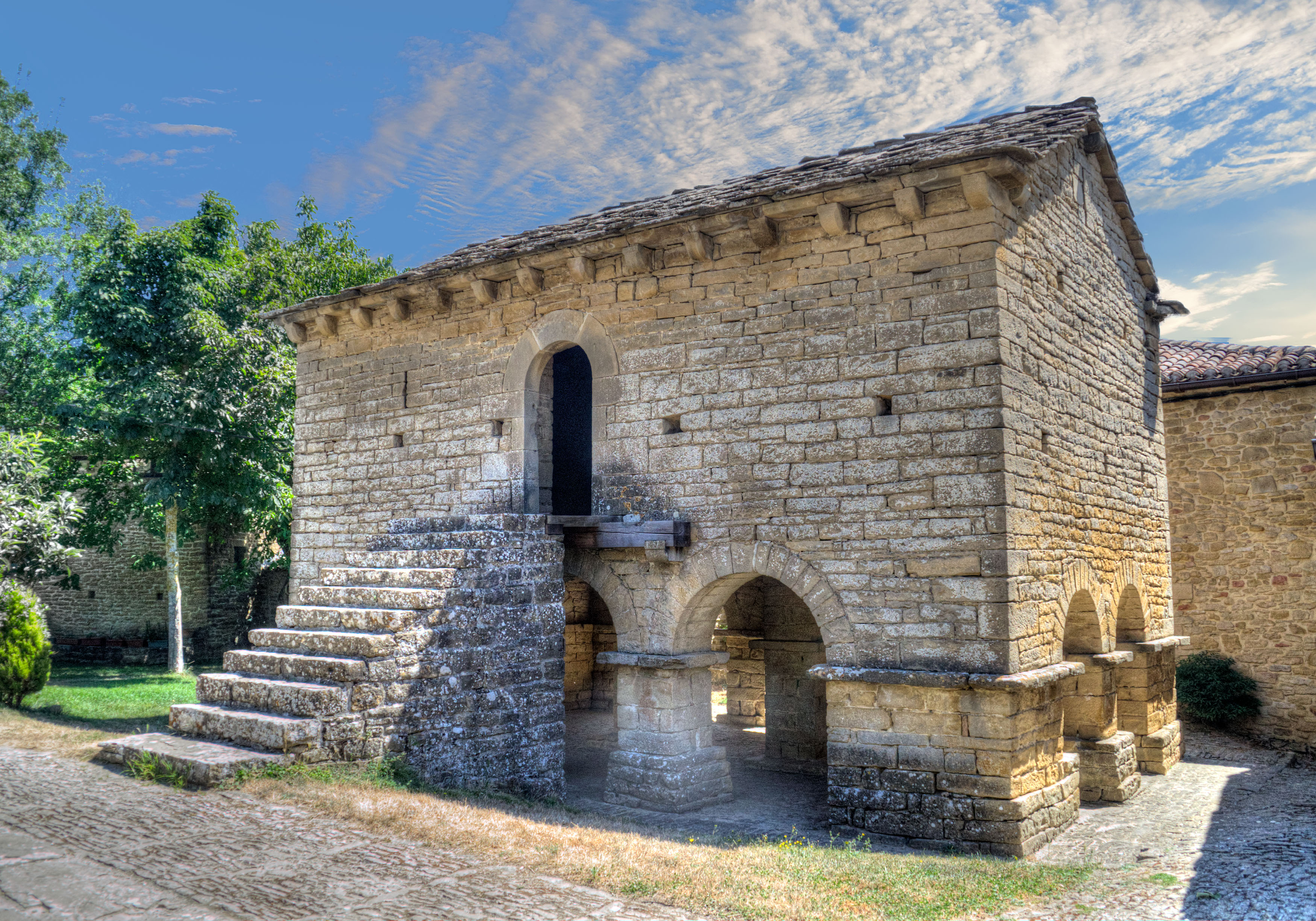
Fachada principal con escalera de acceso
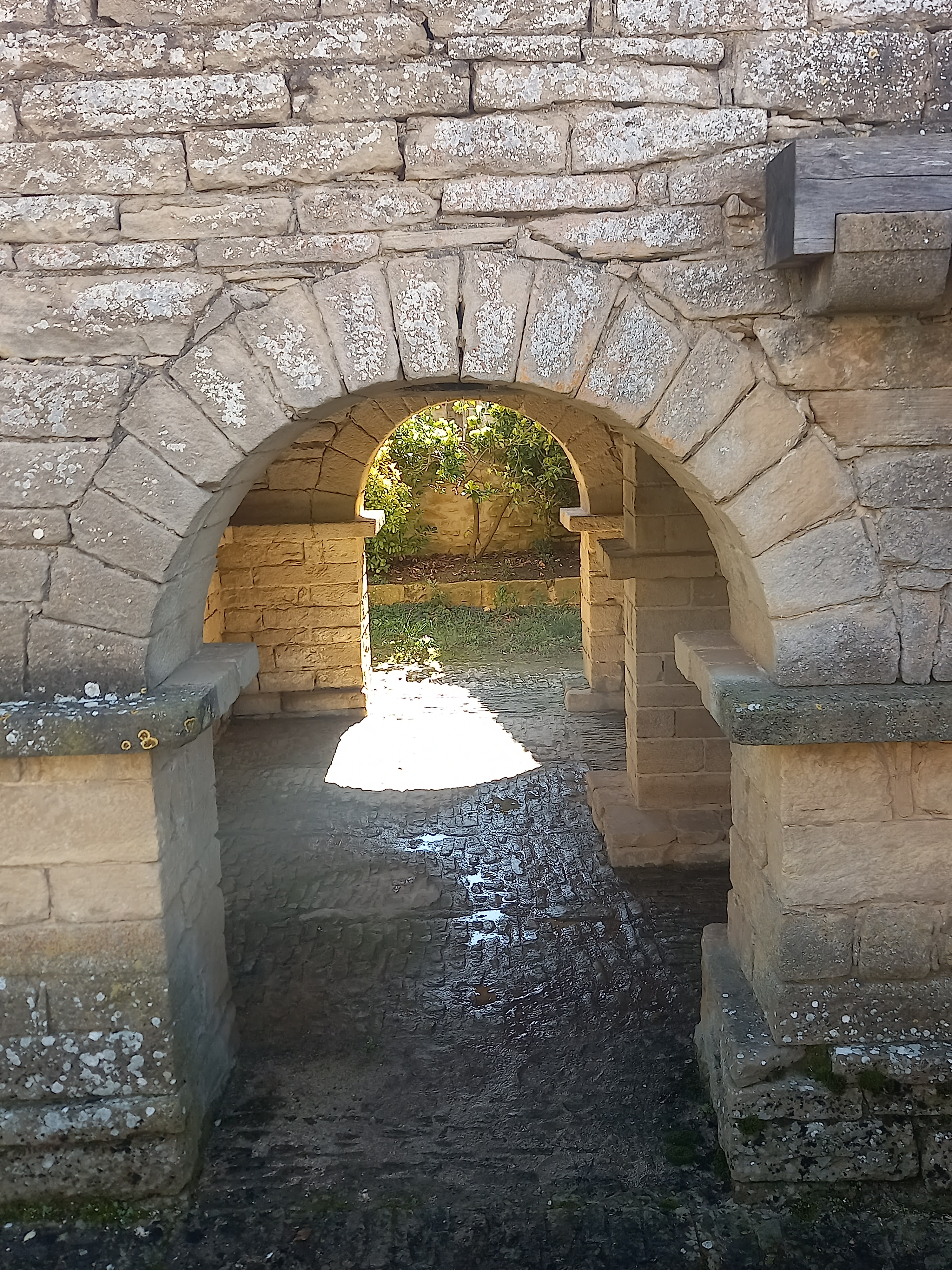
Vista transversal de la planta inferior desde el exterior
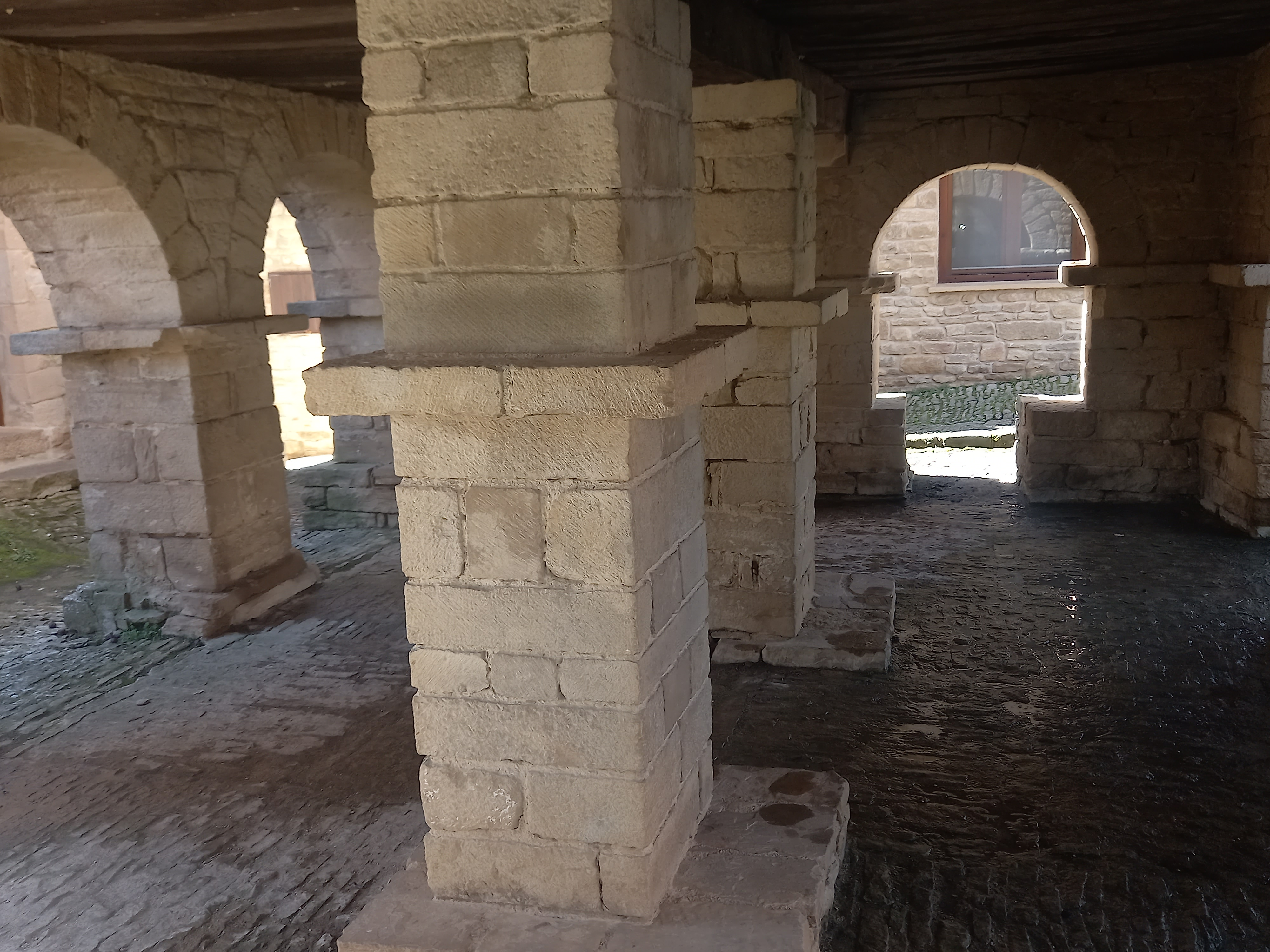
Vista longitudinal desde el interior
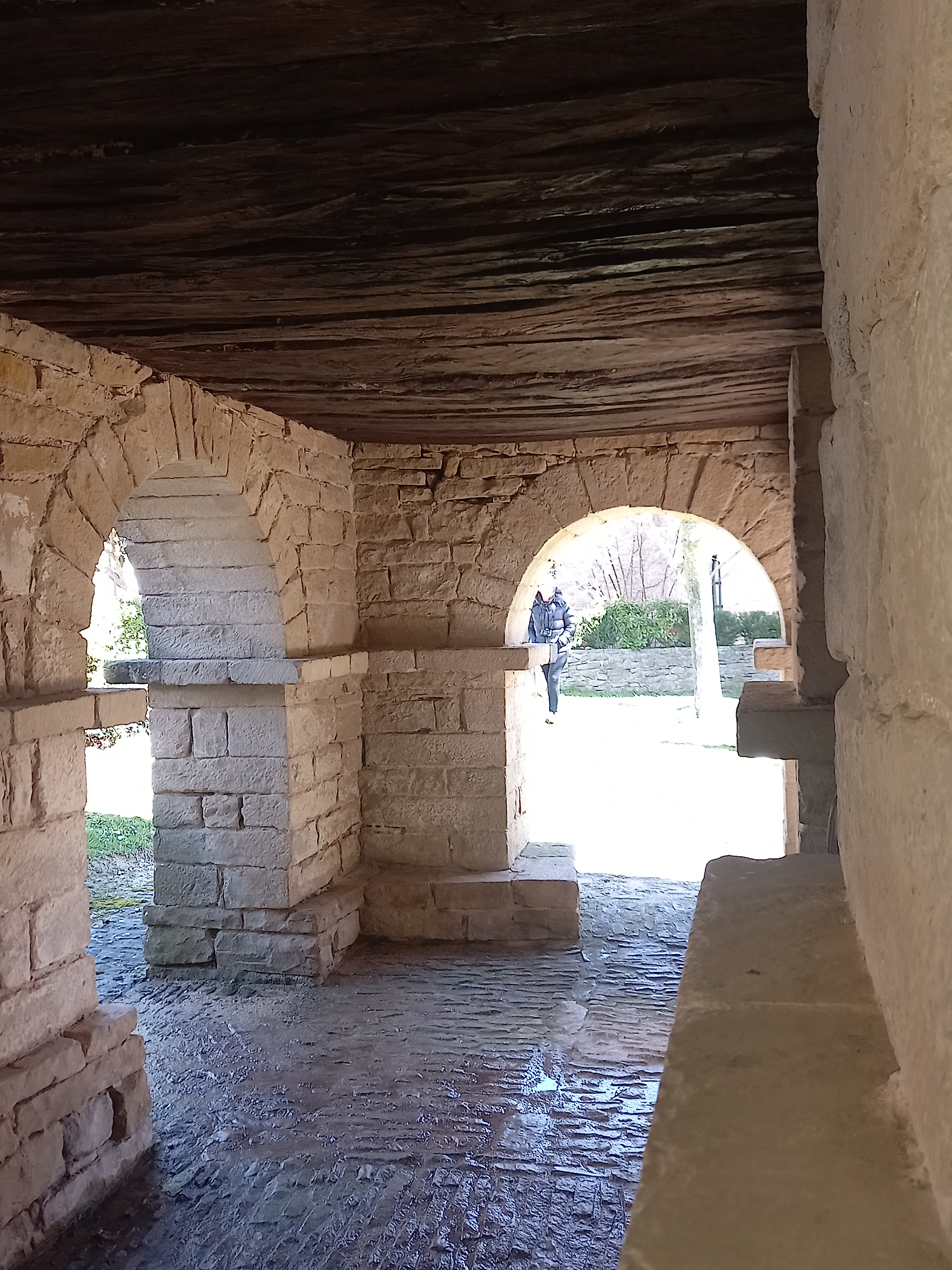
Vista interior de la esquina